# Oryctanthus tehuacanensis
Oryctanthus tehuacanensis är en tvåhjärtbladig växtart som först beskrevs av Daniel Oliver, och fick sitt nu gällande namn av Adolf Engler. Oryctanthus tehuacanensis ingår i släktet Oryctanthus och familjen Loranthaceae. Inga underarter finns listade i Catalogue of Life.